# G DATA Software
G Data CyberDefense AG este o companie a tehnologiei informației de securitate. Fondată în anul 1985, cu sediul principal la Bochum, Germania. G Data a dezvoltat primul program antivirus comercial din lume în 1987.